# Dziurawiec olimpijski
Dziurawiec olimpijski (Hypericum olympicum L.) – gatunek byliny z rodziny dziurawcowatych (Hypericaceae). Występuje na naturalnych stanowiskach w południowo-wschodniej Europie (Albania, Bułgaria, Grecja, Macedonia, Czarnogóra, Serbia) oraz Azji Zachodniej (Syria, Turcja). W niektórych krajach jest uprawiany jako ogrodowa roślina ozdobna.

## Morfologia

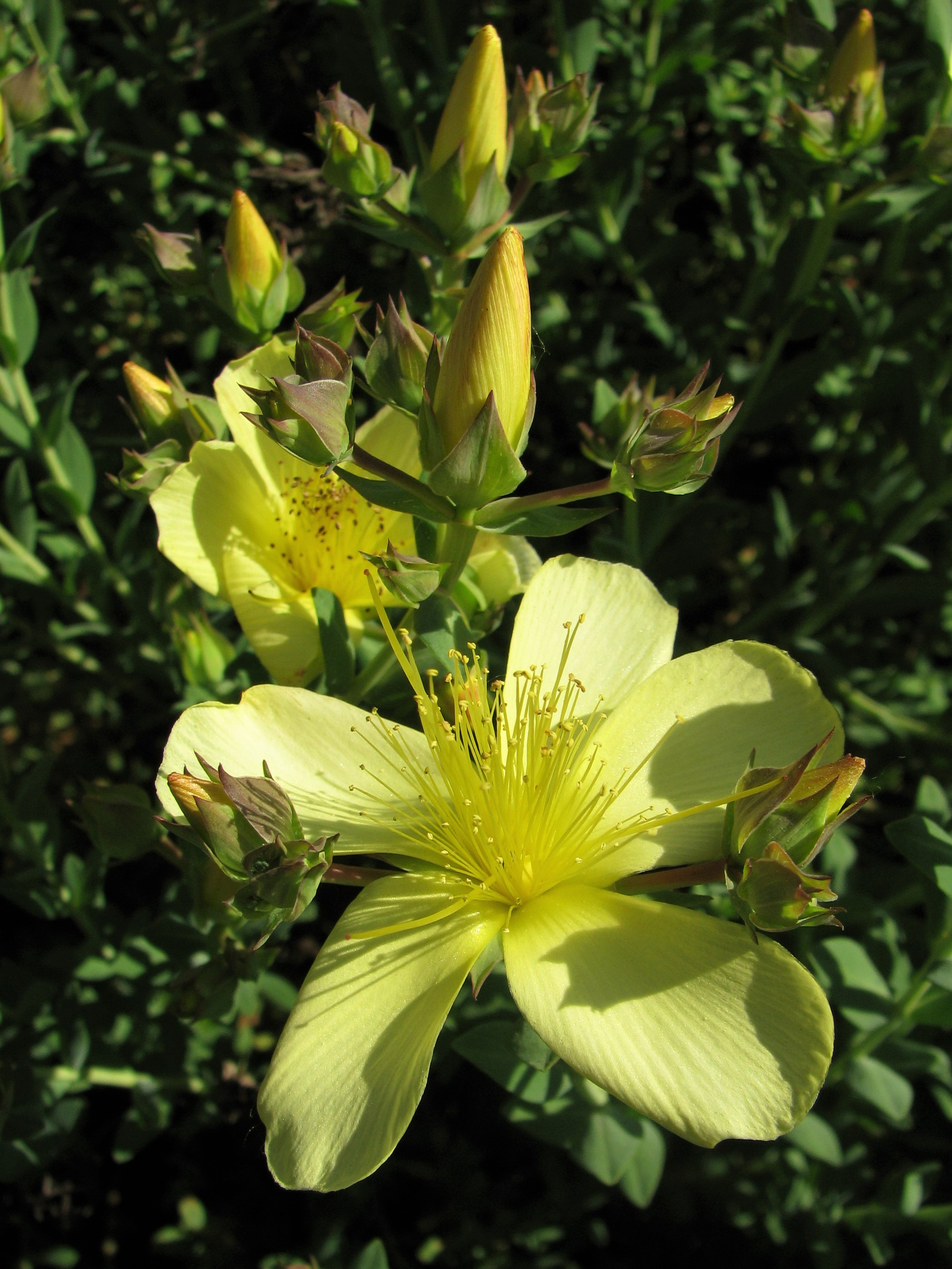
Kwiat

Półkrzew o sztywnych łodygach, wysokości do 25 cm. Tworzy gęste kępy. Liście drobne, jajowate, szarozielone. Kwiaty żółte, o średnicy do 5 cm.